# اخلاق مسیحی

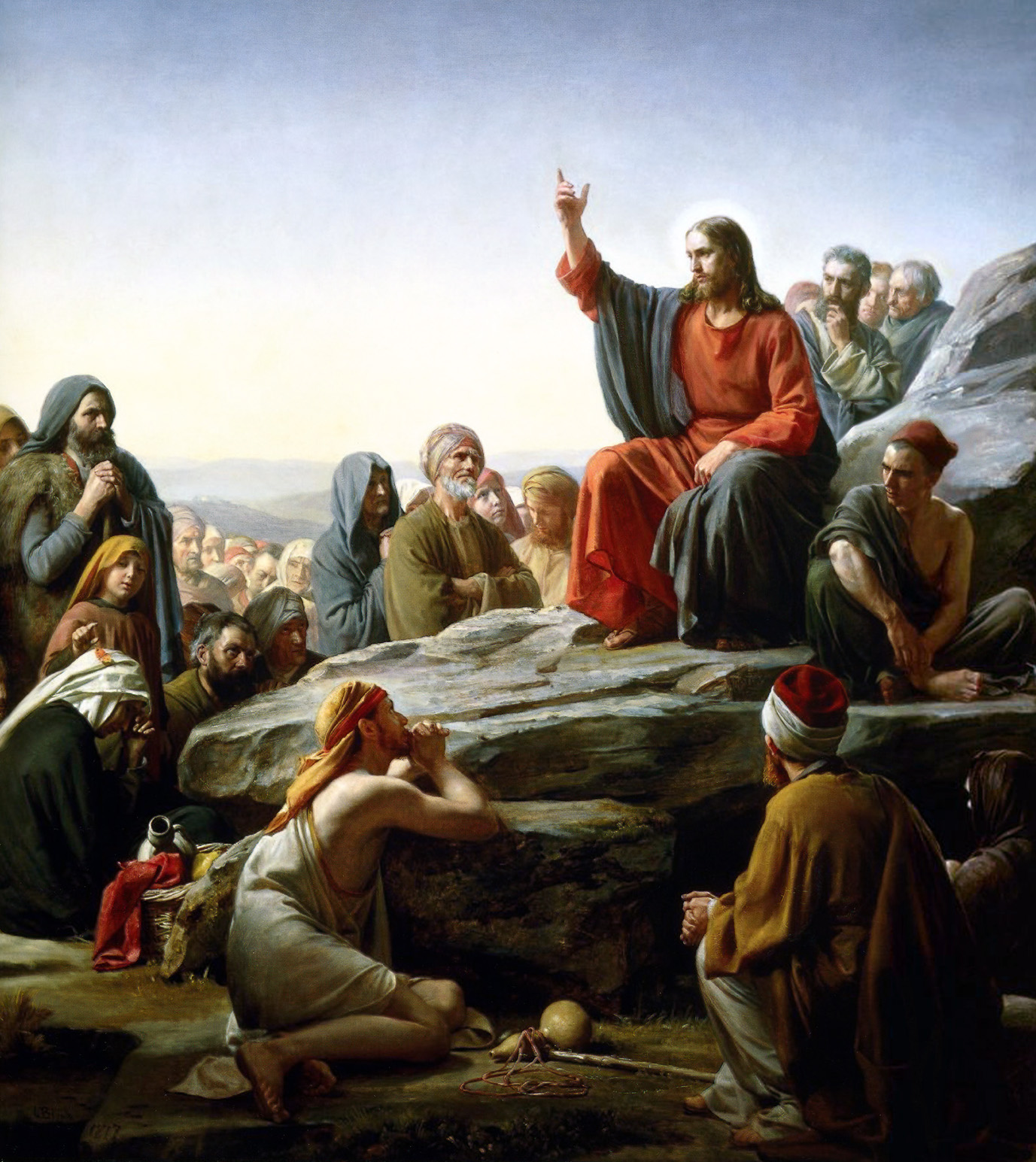
خطبه در کوه (۱۸۷۷، توسط کارل بلوچ) خطبه عیسی را در کوه ترسیم می‌کند که در آن دربارهٔ عهد عتیق اظهار نظر می‌کند و آموزه‌های او را خلاصه می‌کند. مسیحیان بر این باورند که عیسی واسطه میثاق جدید است.

اخلاق مسیحی شاخه‌ای از کلام مسیحی است که رفتار فضیلت آمیز و رفتار نادرست را از منظر مسیحی تعریف می‌کند. مطالعه کلامی سیستماتیک اخلاق مسیحی را الهیات اخلاقی می‌نامند.
فضیلت‌های مسیحی اغلب به چهار فضیلت اصلی و سه فضیلت کلامی تقسیم می‌شوند. اخلاق مسیحی شامل سؤالاتی در مورد چگونگی رفتار ثروتمندان در برابر فقرا، نحوه برخورد با زنان و اخلاق جنگ است. اخلاق شناسان مسیحی مانند سایر اخلاق شناسان، اخلاق را از چارچوب‌ها و دیدگاه‌های مختلف بررسی می‌کنند. رویکرد اخلاق فضیلت نیز در دهه‌های اخیر عمدتاً به دلیل کار السدیر مک‌اینتایر و استنلی هائرواس رواج پیدا کرده‌است.
مسیحی ها به رفتار صحیح بسیار دقت میکردند